# الصقور الفضية
فريق الصقور الفضية للاستعراص الجوي، (بالإنجليزية: Silver Falcons)‏. هو فريق العرض البهلواني في سلاح الجو الجنوب أفريقي. مقرها في قاعدة Langebaanweg للقوات الجوية بالقرب من Cape Town ، تطير فرقة الصقور الفضية على بيلاتوس بي سي-7، المدرب الأساسي للقوات الجوية SA في روتين مكون من 5 سفن. الغرض الرئيسي من الصقور الفضية هو تعزيز صورة سلاح الجو في جنوب أفريقيا، وتشجيع التوظيف وغرس الفخر الوطني من خلال العرض العام.